# 大森大樹
大森 大樹（おおもり だいき、1993年2月28日 - ）は、日本の声優、俳優。青年座映画放送所属。神奈川県出身。アミューズメントメディア総合学院声優タレント学科卒業。

## 出演

### テレビアニメ
2016年
- ハイキュー!! 烏野高校 VS 白鳥沢学園高校（川西太一）
- Bloodivores（囚人）

2017年
- ドリフェス!R（パラサタ・キャスター）
- ボールルームへようこそ（ダンサー、観客B）

2018年
- BEATLESS（参謀、トマ・リュウ軍曹）

2021年
- 大正オトメ御伽話（駅員、生徒）

2023年
- 英雄王、武を極めるため転生す 〜そして、世界最強の見習い騎士♀〜（来賓）

### 吹き替え
- ゴーギャン タヒチ、楽園への旅（エミール）
- デビルズ・ノット（ジェイソン）
- ネイバーズ（アスジュース）
- フィアー・ストリート Part 1: 1994（サイモン）
- メジャークライム（パブロ）
- The 7th Dwarf（サニー）

### テレビドラマ
- タイムスパイラル（2014年9月 - 10月、NHK BSプレミアム）
- シンデレラデート（2014年11月3日 -、東海テレビ）
- 永遠の0（2015年2月11日 - 15日、テレビ東京） - 声の出演
- 土曜ワイド劇場
  - 広域警察7（2016年2月20日、テレビ朝日）
  - 100の資格を持つ女11（2016年6月18日、朝日放送）
- グッドモーニング・コール（2016年2月12日 - 6月10日 フジテレビオンデマンド、Netflix）
- 行列の女神～らーめん才遊記〜 第7話（2020年6月1日、テレビ東京）
- おかしな刑事25（2020年）  - 小林治

### 映画
- 神☆ヴォイス（2011年)
- ちょっと今から仕事やめてくる（2017年5月27日、東宝） -岩井の声[3]

### 舞台
- 無法松の一生(2015年)

### その他
- 藤川舞踊会「～Festivo～」(2011年)